# Macromitrium flexuosum
Macromitrium flexuosum är en bladmossart som beskrevs av Mitten 1869. Macromitrium flexuosum ingår i släktet Macromitrium och familjen Orthotrichaceae. Inga underarter finns listade i Catalogue of Life.